# Агунг Лаксоно
Агунг Лаксоно (индон. Agung Laksono; род. 23 марта 1949, Семаранг (Центральная Ява) — индонезийский государственный деятель. Министр-координатор по вопросам народного благосостояния Индонезии (2009—2014), председатель Совета народных представителей (2004—2009), министр по делам молодёжи и спорта Индонезии (1998—1999; и. о. 2012—2013), и. о. министра по делам религии Индонезии (2014). Член партии Голкар. В 2004—2009 годах — спикер Совета народных представителей. В декабре 2004 года на съезде партии Голкар он был избран вице-председателем партии.
Лаксоно — сторонник ядерной программы Ирана. Был соучредителем ныне не существующей коммерческой авиакомпании Adam Air, которая была закрыта после ряда несчастных случаев. Имеет степень Индонезийского медицинского университета.

## Награды
- Орден «Звезда Махапутра» 2-й степени.